# Znanost u 1949.
◄◄ | ◄ | 1946. | 1947. | 1948. | 1949.  | 1950. | 1951. | 1952. | ► | ►►
Arhitektura • Astronautika • Astronomija • Biologija • Film • Fotografija • Glazba • Kazalište • Kemija • Kiparstvo • Knjige • Književnost • Kršćanstvo • Meteorologija • Medicina • Planinarstvo • Politika • Pravo • Promet • Slikarstvo • Strip • Šport • Televizija • Znanost • Zrakoplovstvo • Željeznički promet
Znanost u 1949.

## Svijet

### Rođenja
- 4. srpnja − Žarana Papić, srbijanska feministica, sociologica i antropologica († 2002.)

## Vanjske poveznice
|  | Zajednički poslužitelj ima još gradiva o temi Znanost u 1949. |